# 康邦莱拉沃尔
康邦莱拉沃尔（法語：Cambon-lès-Lavaur，法語發音：[kɑ̃bɔ̃ lɛ lavɔʁ]）是法国奥克西塔尼大区塔恩省的一个市镇，属于卡斯特尔区。

## 地理
康邦莱拉沃尔（43°35'13"N, 1°51'11"E）面积12.14 平方千米，位于法国奧克西塔尼大區塔恩省，该省份为法国南部内陆省份，北起顺时针与阿韦龙省、埃罗省、奥德省、上加龙省和塔恩-加龙省接壤。
与康邦莱拉沃尔接壤的市镇（或旧市镇、城区）包括：勒法热、阿尔冈、屈克图尔扎、莫朗斯科蓬、罗克维达勒、韦耶。

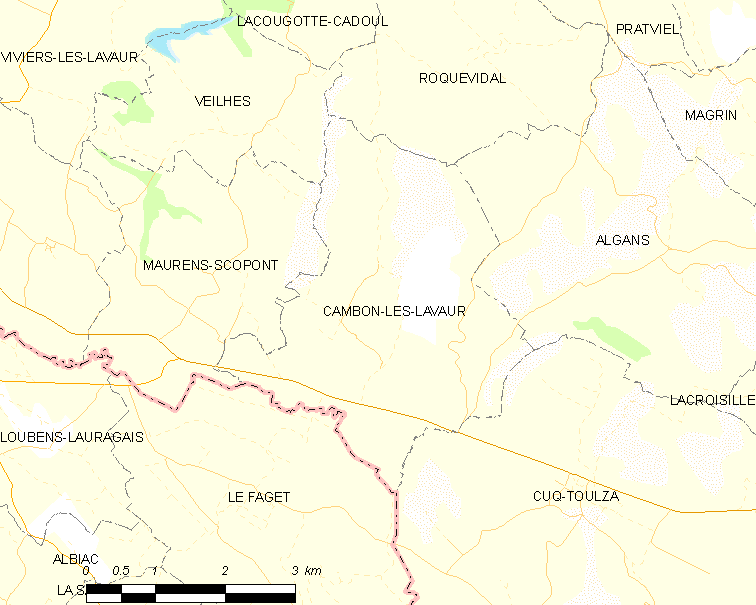
康邦莱拉沃尔的OSM定位图

康邦莱拉沃尔的时区为UTC+01:00、UTC+02:00（夏令时）。

## 行政
康邦莱拉沃尔的邮政编码为81470，INSEE市镇编码为81050。

## 政治
康邦莱拉沃尔所属的省级选区为拉沃尔-科卡涅县。

## 人口

1962-2008年间康邦莱拉沃尔人口变化图示

康邦莱拉沃尔于2022年1月1日时的人口数量为355人。